# Günter Klass
Günter Klass, detto Bobby (Stoccarda, 25 gennaio 1936 – Firenze, 22 luglio 1967), è stato un pilota automobilistico e pilota di rally tedesco, vincitore del campionato europeo rally 1966 su Porsche 911 e con all'attivo tre partecipazioni alla 24 ore di Le Mans e alla 12 ore di Sebring (1965, 1966, 1967); morì a causa di un incidente durante il circuito stradale del Mugello nei pressi di Firenzuola.

## Palmarès
- Campionato europeo rally: 1
1966[3]